# Руски тој теријер
Руски тој теријер (у Русији и Тојчик, рус. Русский той, Тойчик) је врло мала раса паса првобитно узгајана у Русији од енглеског тој теријера. У раси постоје две врсте длаке: глатка и дуга. Глатко обложена сорта раније је била позната као руски тој теријер, а дугодлаки као московски дугодлаки теријер. Обоје су окупљени под истим именом руски тој теријер 1988. године, а „теријер“ је избачен из имена када је раса додата 2006. године на званични списак раса регистрованих у Fédération Cynologique Internationale  и регистрована је у Foundation Stock Service Америчког кинолошког клуба од 2008. године, дозвољено је такмичење у АКЦ пратећим догађајима од 2010.  Први званични стандард расе за две сорте написан је 1966. године у Русији. 
Раса је скоро два пута збрисана; прво 1920-их са порастом комунизма због традиционалне везе тој паса са аристократијом, а поново 1990-их са приливом страних раса након пада Гвоздене завесе . Глатки тип длаке је старији, с тим што се дугачак тип први пут појавио 1958. године.
До деведесетих, пасмина је била готово непозната изван Русије, па је познато релативно мало детаља о повезаним здравственим проблемима. Руска тој је првобитно узгајана као борац против пацова и као пас чувар, и још увек може да гласно лаје што се од ње очекује. Пријатељски је пас и може се веома везати за породичну јединицу. Због величине и сличности са чивавом, њих две се често упоређују.

## Опис
Руски тој је једна од најмањих раса на свету, има између 20  cm и 28 cm и тежине негде између 1 кг и 3 кг. Има малу, препознатљиву главу са великим очима и троугластим ушима. У земљама где је доковање (уклањање репа) забрањено, реп је закривљен у облику српа . Постоје две врсте у раси, које се разликују по длакама; један је дугодлаки, а други глатки.   Пас са глатком длаком има кратку, сјајну, блиско лежећу длаку. Дугодлака сорта има дужу длаку и обилно перје у ушима, ногама и репу. Перје или „реса“ на ушима је обично 3 до 5 cm дуга, може бити равна или са благим таласом. Расте до треће године и требало би да у потпуности прекрива спољне ивице и врхове ушију. 
Тип глатке длаке је врло сличан раси Pražský Krysařík из Чешке .  Прашки је у просеку мало краћи у ногама и мало тежи од руског тоја.
Обе сорте руског тоја могу се укрстити и из истог легла произвести штенад глатке и дуге длаке. Поред тога, када се узгајају два пса са глатком длаком, они могу повремено донети потомство са дугом длаком ако је ген за дугу длаку присутан у њиховим родословима. Међутим, није забележено да су се два дугодлака руска тоја заједно узгајале и производиле потомство глатке длаке.
Раса има четири главне боје: црну, плаву, смеђу и једнобојну црвену разних нијанси. Црвена укључује сабле (црвени, где су врхови длака црни, познат као прекривач) и црвени сабле (црвени са смеђим прекривачем). 

## Здравље
Руском тоју ће често бити потребна помоћ ветеринара да уклони све задржане млечне зубе (познате као „штенећи зуби“ или „млечни зуби“) који не испадну и направе место за трајне зубе. Без ове интервенције, која се обично изводи под анестетиком, беби ће и трајни зуби заузимати исти отвор у вилици, што може проузроковати наслаге каменца, пропадање зуба, гингивитис и пародонтитис и може довести до превременог губитка зуба. Задржани зуби штенаца такође могу проузроковати неусклађеност зуба.  
Као и код већине раса паса, руски тој може да пати од лускавице пателе, где капица колена измиче на месту када се колено савије, јер је жлеб који га иначе држи на месту исувише плитак. Обично се ради о наследном дефекту, који се јавља током развоја фетуса и ретко због трауме. 
Руске играчке могу да пате од прелома костију због своје мале и понекад осетљиве природе. 

## Темперамент
Активна и весела,  Руски тој је првобитно узгајан као пас против пацова и као пас чувар. Други квалитет је и даље активан у пасмини и они могу бити врло гласни. Могу се прилично везати за породицу, без обзира на узраст чланова породице.  Руски тој је обично врло резервисан према непознатим људима, али врло одан својим власницима, увек спремни да их заштите од сваке уочене опасности.

## Историја
Први докази о теријерима у енглеском стилу у Русији могу се видети у Музеју зоологије у Санкт Петербургу . Изложен је теријер у енглеском стилу из 1716. – 1726. године са натписом „Овај пас је теријер кратке длаке по имену Лизета. Лично је припадао руском цару Петру Великом “.  Заиста, раса је развијена као пас пратилац руског племства . Према неким извештајима, записи показују да се осам руских тојева са глатком длаком такмичило на изложби паса у Санкт Петербургу још 1874. године.  Општеприхваћена прва референца на расу појављује се у мају 1907. године када је на изложби у Санкт Петербургу приказано 11 руских тојева.  1923. године два пса су се појавила на московској изложби паса, а 1924. још три су награђена медаљама на изложби у Одеси. Али као резултат Октобарске револуције, руски тојеви су се смањили у популарности и у броју, јер су ове врсте паса биле уско повезане са аристократијом и због тога постале омражене.  1947. године у Санкт Петербургу је приказан само један пас. Када је узгој почео да ревитализује залихе руских тојева у Русији, само је неколико преосталих паса имало родословље или је било чистокрвно. 
Недостатак броја и политичка изолација земље у то време проузроковали су стварање нове пасмине која се прилично разликовала од некадашњег пса играчака у енглеском стилу, јер су узгајивачи покушали да стабилизују преостале теријере величине играчака у стандардну расу.  Настала савремена руска играчка има већину карактеристика класичног теријера играчака, уз додатак неких нових карактеристика. Глава је висока, али не широка, образи су равни, а очи округле.  До 1960. године на изложбу је ушло 76 паса, а први стандард за две руске сорте играчака написан је 1966. године и одобрен од Министарства пољопривреде .  
1988. године Руска кинолошка федерација објавила је нови стандард расе, комбинујући Руског тој теријера са кратком длаком и Московског теријера са дугом длаком под "Руски тој теријер". Међутим, након пада Гвоздене завесе 1989. године, популарност увезених егзотичних раса замало је довела Руског тоја до изумирања.   До поновног оживљавања дошло је захваљујући новој енергичној генерацији узгајивача паса,  али раса је остала практично непозната изван Русије до 1990-их. Неколико узгајивачница је основано ван Русије, а најуспешније се налазе у Финској, Естонији, Белорусији, Украјини и Чешкој. Интерес за пасмину расте у САД и Јапану.
Руског тоја привремено је признао Federation Cynologique Internationale 2006. године, а коначно признање добио је 2017. 

Руске тојеве такође признају Америчко удружење ретких пасмина и Међународно удружење паса свих пасмина .

### Развој дугодлаког Руског тоја
Оригинални Руски тој са дугим премазом је вероватно пас по имену Чики, рођен 12. октобра 1958. године од два пса кратке длаке, који су обојица имали нешто дужу длаку него што је била типична. У почетку штене није требало регистровати, јер је длака била предуга да би задовољавала стандарде расе, и обично такви пси нису учествовали у програмима узгоја и често би их одбацивали.  Чики је, међутим, регистрован са родословом и купила га је Евгенија Фоминична Жарова. Жарова је стога основни узгајивач дуго пресвучене сорте као први узгајивач који је намерно задржао и узгајао пса са дужим длаком. Чики је развио ушну ресицу и парио се са женком по имену Ирма, која је такође имала дужу длаку од већине паса са глатком длаком, а заједно су произвели легло од три штенета са дугом длаком.  Жарова је расу развила у Москви и тако је постала позната као московски теријер играчака. Раса се први пут појавила на изложби паса 1964. године, а стандарди су постављени 1966. године. Десет година након Чикијевог рођења, између 1968. и 1969. године, регистровано је приближно 300 паса са дугачком длаком  - значајан број с обзиром на то да су легла Руских тојева обично мала, обично једно до три штенета. Данас је дугодлака сорта присутна у Пољској, Чешкој, Естонији, Украјини и бројним другим земљама, али програм узгоја је посебно јак у Финској. 
Први Руски тој донет је у Финску 1988. године када је из Русије увезен мужјак са дугом длаком по имену Црни-Шампион-Бонапарта, а Сирпа Лехтинен га је регистровала под одгајивачницом Јојаминт. Исти власник је женку по имену Сте-Схиху исте године довео из Естоније, а две су произвеле прво финско легло Руских тојева (Јојаминтов Агостини и Јојаминтов Алборето) такође 1988.  Црни-Шампион-Бонапарта и Сте-Схиху биле су прве руске играчке које су се појавиле на изложби паса у Финској 1989. године. 